# (17446) Mopaku
(17446) Mopaku (1990 BC2) – planetoida z pasa głównego asteroid okrążająca Słońce w ciągu 3,79 lat w średniej odległości 2,43 j.a. Została odkryta 23 stycznia 1990 roku.